# Капелмайстор
Капелмайстор (на немски: Kapellmeister, от къснолатинското magister capellae) е музикален термин с променливо значение.
Най-общо означава ръководител на музикален колектив, включително хорова капела и/или оркестър, както и диригент на полкови, ескадроннен и подобни военни оркестри във въоръжените сили.
Първоначално това е музикант, който отговаря за изпълнението на непублични музикални изпълнения. Наименованието произлиза от латинското capella – параклис, тъй като отначало се отнася за музиканта, който организира и ръководи музикалния съпровод на богослуженията в параклисите.
По-късно капелмайстори биват наричани и придворни музиканти, които водят частните музикални изпълнения при частните аристократични дворове. С течение на времето двете значения се смесват, но днес терминът се свързва изключително с първоначалното си значение.
Това е длъжност, която съществува при френския кралски двор от 11 век и постепенно се разпространява и в други страни. В началото тя се заема от висш духовник, който ръководи цялото богослужение (в т.ч. и музикалните изпълнения). През 15 и 16 век все по-често на този пост се назначават музиканти. В периода 16 – 18 век капелмайстори се наричат ръководителите на вокални или инструментални състави. От 19 и особено през 20 век терминът почти напълно изчезва от музикалната практика и се заменя с понятието диригент.
Първият капелмайстор в България е Йозеф Хохола, по народност чех, пристигнал в страната през 1879 година.